# Don Sylvio von Rosalva
Don Sylvio von Rosalva, cuyo título completo original en alemán es Der Sieg der Natur über die Schwärmerey, oder die Abentheuer des Don Sylvio von Rosalva: eine Geschichte, worinn alles Wunderbare natürlich zugeht, es una novela publicada en Ulm (Alemania) en 1764, escrita por Christoph Martin Wieland y fuertemente influida por el Don Quijote de la Mancha de Cervantes.
Si bien no gozó de inmediato éxito tras su publicación, las traducciones francesa e inglesa de la obra tuvieron buena acogida.

## Contexto
En Alemania el influjo de Don Quijote, publicada en España en 1605, fue tardío y menor que el de autores como Baltasar Gracián o la novela picaresca durante los siglos XVII y XVIII, en los que el influjo del racionalismo francés predominó. La primera traducción parcial (que contiene 22 capítulos) aparece en Fráncfort, en 1648, bajo el título de Don Kichote de la Mantzscha, Das ist: Juncker Harnisch auß Fleckenland/ Aus Hispanischer Spraach in hochteutsche ubersetzt; la traducción era obra de un tal Pahsch Basteln von der Sohle, pseudónimo en realidad de Joachim Caesar.

## Argumento
La novela, ambientada en España, se inicia con una descripción de las circunstancias familiares del joven Don Sylvio von Rosalva: a la muerte de su padre, don Pedro von Rosalva, Sylvio y su hermana Serafine quedan bajo la custodia de su tía doña Mencia. Tras la misteriosa desaparición de la pequeña Serafine, doña Mencia se ocupa de la educación de Sylvio, quien se aficiona a la lectura de libros de caballerías y cuentos de hadas, perdiendo poco a poco la noción de la realidad. Un día, estando en un bosque cazando mariposas encuentra el retrato de una dama, que en su imaginación se convierte en una princesa víctima de un encantamiento. Acompañado de un sirviente de la localidad, Pedrillo, determina ir al rescate de su princesa, trascurriendo las aventuras de ambos en distintas localidades (Valencia, Madrid, Andalucía, Salamanca, Toledo).